# Сурма

Сурма (Баулай, Гхораутра; бенг. সুরমা নদী) — крупная река в Бангладеш, часть системы Сурма-Мегхна.
Река Сурма начинается на востоке Бангладеш, где на индийско-бангладешской границе река Барак разделяется на два рукава: южный — Кушияра, и северный — Сурма. Оттуда она течёт через Силхетскую впадину, где в неё впадают притоки с севера, с Мегхалаяских холмов. После слияния с рекой Сомешвари Сурма также известна как Баулай. От Сурмы отходит рукав на юг, который сливается с Кушиярой. Когда в округе Кишоргандж Сурма и Кушияра окончательно сливаются вновь выше города Бхайраб Базар, образуется река Мегхна.